# Base de código
El término codebase (pronunciado [kodbejs]), o base de código, es usado en el desarrollo de software con el significado de la colección completa de código fuente usada para construir una aplicación o componente particular. Típicamente, el codebase incluye solamente los archivos del código fuente escritos por humanos y no los archivos del código fuente generados por otras herramientas o archivos de biblioteca binaria. Sin embargo, incluye generalmente archivos de configuración y de propiedades.
El codebase para un proyecto es típicamente almacenado en un repositorio de control de fuentes. Un repositorio del código fuente es un lugar en donde son guardadas grandes cantidades de código fuente, tanto públicamente como privadamente. Son frecuentemente usados por proyectos de multi-desarrolladores para manejar, de una manera organizada, varias versiones y los conflictos que se presentan con los desarrolladores sometiendo modificaciones conflictivas. Subversion y Mercurial son herramientas populares usadas para manejar este flujo de trabajo, y son comunes en proyectos de fuente abierta.
Refiriéndose a múltiples codebases como "distintos" se declara que hay implementaciones independientes sin código fuente compartido y que históricamente, estas implementaciones no evolucionaron de un proyecto común. En el caso de estándares, esto puede ser una manera de demostrar interoperabilidad mostrando dos piezas independientes de software que implementan un estándar dado.